# Liste der Wappen in Rosenheim
Die Liste der Wappen in Rosenheim zeigt die Wappen in der bayerischen Stadt Rosenheim.

## Rosenheim

Stadt Rosenheim In Rot eine silberne heraldische Rose mit goldenem Butzen und grünen Kelchblättern.

- Stadt
Rosenheim
In Rot eine silberne heraldische Rose mit goldenem Butzen und grünen Kelchblättern.

## Ehemalige Gemeinden mit eigenem Wappen

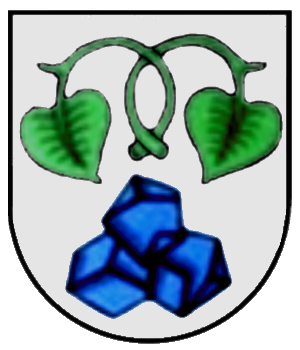
Gemeinde Aising
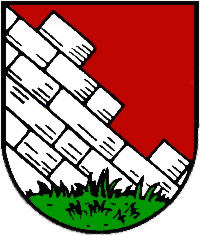
Gemeinde Pang
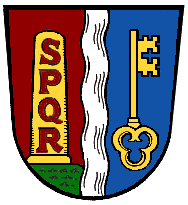
Gemeinde Westerndorf-St. Peter